# Oluja (Giorgione)
Oluja je slavno melankolično ulje na platnu renesansnog slikara Giorgionea. Ova malena slika, ali sažeta i bogata likovnim vrijednostima se danas nalazi u Galeriji akademije u Veneciji; jedno od najranijih djela zapadne umjentosti s dominacijom pejzaža naspram likova.
Sliku je najvjerojatnije naručio bogati trgovac Gabriele Vendramin, jedan od najvećih patrona venecijanske umjetnosti, jer je zabilježeno da je bila u njegovom posjedu 1530. godine.

## Odlike
Na slici je prikazan neobičan krajolik s obalom potoka, žbunjem, drveće s raznim krošnjama, ruševine, zidovi, drveni most, dok se u daljini, iznad mističnih zgrada javlja oluja jednom munjom koja para tmurno nebo. Ispred je mlada žena koja doji dijete i svijetlim komadom halje krije svoju nagost, a na suprotnoj strani pototka mladić u vojnom ruhu s kopljem (ili štapom). Prije su samo pjesnici uspijevali prikazati ovakvu atmosferu nostalgije i skoro poganskog odavanja prirodi. Te je slika najsličnija pastirskoj pjesmi o neuzvraćenoj ljubavi koja je bila jako popularna u Giorgioneovo doba - „Arkadija“, pjesnika Jacopa Sannazara.
Mnogi su povjesničari umjetnosti i pjesnici stoljećima tumačili ovu zagonetnu sliku. Za neke to je običan pejzaž s cigankom i vojnikom, a za druge Adam i Eva nakon progona iz Raja (a Božji gnjev je još prisutan u munji) ili ilustracija Merkura i Izide ili pak alegorija Parisova djetinjstva. Jedni su čak mislili da je tu umjentik naslikao ispovijest o nelegitimnom djetetu, koje je bilo sam umjetnik – Giorgione.
Istina je da je ovo simfonijski skladno naslikana alegorija same prirode u zlaćanoj i ustreptaloj atmosferi. U prilog tvrdnje da slikar nije razvijao neku određenu temu je i prvi radiološki nalaz (Morassi, 1942.) koji je pokazao da je umjetnik prvotno na mjestu mladića naslikao nagi ležeći ženski lik. Dakle, slikar je na osnovu mašte mijenjao kompoziciju, kako bi je što potpunije, i likovno što skladnije, uobličio u toku rada.
Slika je utjecala na mnoga buduća djela, između ostalog na Doručak na travi E. Maneta.